# Ramanujan-thètafunctie
In de wiskunde veralgemeent de Ramanujan-thètafunctie de vorm van de jacobische thèta-functies, met behoud van hun algemene eigenschappen. In het bijzonder neemt het Jacobi-drievoudig product een bijzonder elegante vorm aan wanneer het geschreven wordt in termen van de Ramanujan-thètafunctie. De functie is vernoemd naar Srinivasa Aaiyangar Ramanujan.

## Definitie
De Ramanujan-thètafunctie is gedefinieerd als
{\displaystyle f(a,b)=\sum _{n=-\infty }^{\infty }a^{n(n+1)/2}\;b^{n(n-1)/2}}
voor {\displaystyle |ab|<1.} De identiteit van het Jacobisch-drievoudige product neem dan de vorm aan van
{\displaystyle f(a,b)=(-a;ab)_{\infty }\;(-b;ab)_{\infty }\;(ab;ab)_{\infty }.}
Daarin is de uitdrukking {\displaystyle (a;q)_{n}}het q-Pochhammersymbool. Identiteiten die hieruit volgen, zijn onder meer
{\displaystyle f(q,q)=\sum _{n=-\infty }^{\infty }q^{n^{2}}={\frac {(-q;q^{2})_{\infty }(q^{2};q^{2})_{\infty }}{(-q^{2};q^{2})_{\infty }(q;q^{2})_{\infty }}},}
{\displaystyle f(q,q^{3})=\sum _{n=0}^{\infty }q^{n(n+1)/2}={\frac {(q^{2};q^{2})_{\infty }}{(q;q^{2})_{\infty }}}}
en
{\displaystyle f(-q,-q^{2})=\sum _{n=-\infty }^{\infty }(-1)^{n}q^{n(3n-1)/2}=(q;q)_{\infty }}
Deze laatste is de Euler-functie, die nauw verwant is aan de Dedekind-η-functie.